# ハラジロカマイルカ

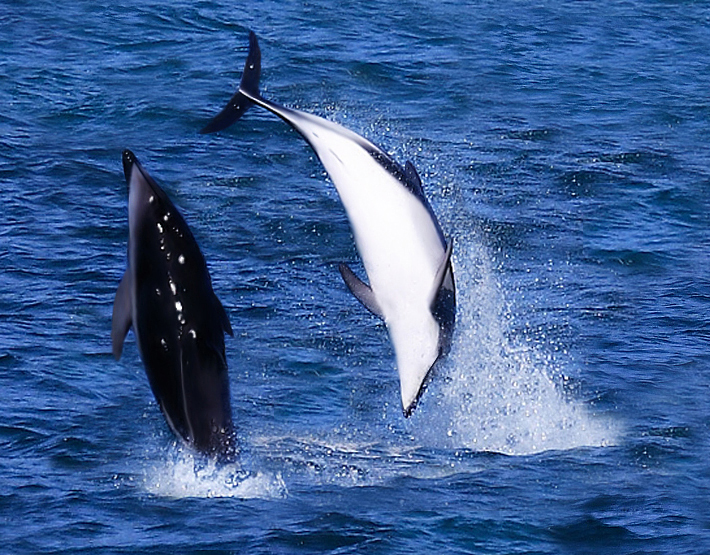
ジャンプしているハラジロカマイルカ

ハラジロカマイルカ（腹白鎌海豚、Lagenorhynchus obscurus）は、クジラ目ハクジラ亜目マイルカ科カマイルカ属に属するイルカである。南半球の近海に棲み、群を成して活動的に行動する。外見はカマイルカに良く似ており、遺伝子的にも非常に近い。カマイルカと同じ種であるという説もあったが、現在では異なる種であるとされる。

## 身体
大きさとしてはカマイルカ属の中ではやや小さめな種類であるが、棲んでいる海域によってかなり異なる。ペルー沖で見られた最大のものは、体長210cm、体重100kgである。背中は濃い灰色で、背びれは2色からなり、背びれの頭側は背中と同じ色であるが、尾側は明るい灰色である。口は短く、明るい灰色の筋状の模様を持つ。喉と腹は白い。背びれから尾にかけての背中には、2本の白い筋状の模様がある。海上で観察する際には、ミナミカマイルカと見間違えやすい。

## 生息数と分布
生息数ははっきりしないが、現時点では絶滅のおそれはないとされている。
チリ、アルゼンチン、フォークランド諸島、ナミビア、南アフリカの西、ニュージーランドなどの沿岸に棲息する。タスマニア沖、ニューサウスウェールズ州沖、南大西洋やインド洋の小島などに棲息するものもいる。
1990年代の中頃に行われたパタゴニアの上空からの調査では、7千頭以上が確認された。ハラジロカマイルカは非常に長距離の移動が可能であり、ある個体については780kmも移動したことが確認されている。しかし、回遊はしないと考えられている。

## 人間との関係
ペルー沖においてのハラジロカマイルカの一番の危険は、魚を捕るための底引き網に間違ってかかってしまうことである。1980年代の中頃には、パタゴニア沖では毎年400頭から600頭が魚網にかかって死んでいた。最近は漁に関しての規制が強化されたため、死亡数は減少してきているようである。しかし、ペルーでは魚網による事故死だけではなく、網と銛を使った捕鯨も続けられている。これらの海域で殺されるハラジロカマイルカは年間1千頭以上であり、イルカ保護団体が関心を寄せている。
ニュージーランドのカイコウラ等にて本種を対象としたホエールウォッチングが可能であり、ハラジロカマイルカを目的とするツアーだけではなく、ハラジロカマイルカとマッコウクジラを見るツアーなどもある。